# محمد لبيب معوش
محمد لبيب معوش (مواليد 10 يناير 1993) هو لاعب كرة قدم فرنسي يلعب كلاعب وسط في نادي إيفيان.

## المسيرة
وقع محمد لبيب معوش مع أولدهام أثلتيك في سبتمبر 2017. ووقّع في يوليو 2019 عقدًا جديدًا إلى نهاية موسم 2019-2020 حيث انتهى عقده مع أولدهام أثلتيك. في 8 يناير 2021، وقع مع نادي روس كاونتي الإسكتلندي في صفقة قصيرة الأجل حتى نهاية الموسم. انتهى عقده مع نادي روس كاونتي في نهاية الموسم؛ دون أن يظهر ولو مرة واحدة مع النادي. في أغسطس 2024، وبعد ثلاث سنوات بدون نادي، وقع مع نادي إيفيان.

## الحياة الشخصية
يحمل محمد لبيب معوش الجنسيتين الفرنسية والجزائرية. وُلِد في فرنسا لأبوين جزائريين. في 6 يناير 2003، نظرا لتجنيس والديه، حصل على الجنسية الفرنسية. شقيقه ياسين معوش هو أيضًا لاعب كرة قدم محترف.